# Hypostomus faveolus
Hypostomus faveolus är en fiskart som beskrevs av Zawadzki, Birindelli och Lima 2008. Hypostomus faveolus ingår i släktet Hypostomus och familjen Loricariidae. Inga underarter finns listade i Catalogue of Life.